# العلاقات الصومالية الليختنشتانية
العلاقات الصومالية الليختنشتانية هي العلاقات الثنائية التي تجمع بين الصومال وليختنشتاين.

## مقارنة بين البلدين
هذه مقارنة عامة ومرجعية للدولتين:
| وجه المقارنة                                              | الصومال                        | ليختنشتاين                                 |
| --------------------------------------------------------- | ------------------------------ | ------------------------------------------ |
| المساحة (كم2)                                             | 637.66 ألف                     | 16                                         |
| عدد السكان (نسمة)                                         | 14.74 مليون                    | 37.47 ألف                                  |
| الكثافة السكانية (ن./كم²)                                 | 23.12                          | 234.19 ألف                                 |
| العاصمة                                                   | مقديشو                         | فادوتس                                     |
| اللغة الرسمية                                             | اللغة الصومالية، اللغة العربية | اللغة الألمانية                            |
| العملة                                                    | شلن صومالي                     | فرنك سويسري                                |
| الناتج المحلي الإجمالي (بليون دولار)                      | 7.37 مليار                     | 6.29 مليار                                 |
| الناتج المحلي الإجمالي (تعادل القوة الشرائية) بليون دولار |                                |                                            |
| الناتج المحلي الإجمالي الاسمي للفرد دولار أمريكي          | 549                            |                                            |
| الناتج المحلي الإجمالي للفرد دولار أمريكي                 |                                |                                            |
| مؤشر التنمية البشرية                                      |                                | 0.908                                      |
| رمز المكالمات الدولي                                      | +252                           | +423                                       |
| رمز الإنترنت                                              | .so                            | .li                                        |
| المنطقة الزمنية                                           | ت ع م+03:00                    | توقيت وسط أوروبا، ت ع م+01:00، ت ع م+02:00 |

## منظمات دولية مشتركة
يشترك البلدان في عضوية مجموعة من المنظمات الدولية، منها:
| علم المنظمة | اسم المنظمة                   | تاريخ انضمام الصومال | تاريخ انضمام ليختنشتاين |
| ----------- | ----------------------------- | -------------------- | ----------------------- |
|             | الاتحاد البريدي العالمي       | ?                    | ?                       |
|             | الاتحاد الدولي للاتصالات      | 28 سبتمبر 1962       | 25 يوليو 1963           |
|             | منظمة حظر الأسلحة الكيميائية  | ?                    | ?                       |
|             | الأمم المتحدة                 | 20 سبتمبر 1960       | 18 سبتمبر 1990          |
|             | منظمة الشرطة الجنائية الدولية | ?                    | ?                       |

## وصلات خارجية
- موقع وزارة الخارجية الصومالية